# Tarmno
Tarmno (deutsch Tarmen) ist ein Wohnplatz in der Woiwodschaft Westpommern in Polen. Er gehört zur Gmina Barwice (Gemeinde Bärwalde) im Powiat Szczecinecki (Neustettiner Kreis). 
Der Wohnplatz liegt in Hinterpommern, etwa 120 km östlich von Stettin.
Tarmen bildete bis 1939 eine Landgemeinde im Landkreis Neustettin der preußischen Provinz Pommern. Im Jahre 1925 wurden in Tarmen 348 Einwohner in 65 Haushaltungen gezählt. Neben Tarmen bestanden in der Gemeinde die Wohnplätze Klein Tarmen, Kriegstädt, Sternmühle und Örden. Zum 1. April 1939 wurde Tarmen in die benachbarte Landgemeinde Pöhlen eingemeindet.
1945 kam Tarmen, wie alle Gebiete östlich der Oder-Neiße-Linie, an Polen. Der Ortsname wurde zu „Tarmno“ polonisiert.